# Trường Đại học Nguyễn Huệ
Đại học Nguyễn Huệ(tiếng Anh: Nguyen Hue University - Second Army Academy) hay Trường Sĩ quan Lục quân 2 trực thuộc Bộ Quốc phòng là một trung tâm đào tạo sĩ quan chỉ huy lục quân cấp phân đội (trung đội, đại đội, tiểu đoàn) ở khu vực phía Nam Việt Nam. Bắt đầu từ năm 1998, nhà trường được Chính phủ giao nhiệm vụ đào tạo bậc đại học quân sự. Các chuyên ngành đào tạo đại học và cao đẳng quân sự gồm: Binh chủng hợp thành; Trinh sát bộ binh; Trinh sát đặc nhiệm.

## Lịch sử hình thành
- Ngày 27 tháng 8 năm 1961, tại ấp Lò Gò, Xóm Rẫy, xã Hoà Hiệp (trước đây thuộc huyện Châu Thành, nay thuộc huyện Tân Biên), Trường Quân chính sơ cấp Quân Giải phóng miền Nam - tiền thân của Trường Sĩ quan Lục quân 2 đã ra đời. Trường đặt dưới sự lãnh đạo của Trung ương Cục và sự chỉ đạo trực tiếp của Ban Quân sự Miền. Trong suốt cuộc kháng chiến chống Mỹ cứu nước, nhà trường đã di chuyển đến nhiều địa điểm, kể cả trên đất bạn Campuchia, với nhiều tên gọi, phiên hiệu khác nhau. Cùng với nhiệm vụ đào tạo, nhà trường còn trực tiếp tham gia nhiều trận chiến đấu, lập nhiều chiến công xuất sắc, tiêu diệt hàng ngàn tên địch, bắn cháy và phá huỷ hàng chục máy bay, xe tăng, thu hàng trăm vũ khí các loại và phương tiện chiến tranh của địch.
- Sau ngày miền Nam hoàn toàn giải phóng, nhà trường được về tiếp quản thị xã Thủ Dầu Một, huyện Bến Cát, tỉnh Bình Dương, tiếp tục thực hiện nhiệm vụ huấn luyện. Ngày 10 tháng 10 năm 1975, Bộ Quốc phòng ký quyết định thành lập Trường Đại học Sĩ quan Lục quân 2 trên cơ sở Trường Lục quân tổng hợp H28, trực thuộc Bộ Quốc phòng, đóng quân ở xã Hoà Hiệp, huyện Tân Biên, tỉnh Tây Ninh. Tháng 12 năm 1975, nhà trường chuyển về đóng quân tại căn cứ Nước Trong, thuộc xã Tam Phước, huyện Long Thành, tỉnh Đồng Nai (nay là phường Tam Phước, thành phố Biên Hoà), tiếp tục làm nhiệm vụ đào tạo sĩ quan chỉ huy binh chủng hợp thành cấp phân đội cho quân đội.
- Ngày 28 tháng 10 năm 2010, Thủ tướng Chính phủ đã ra Quyết định thành lập Trường Đại học Nguyễn Huệ trên cơ sở nâng cấp Trường Đại học Sĩ quan Lục quân 2. Từ đây, Nhà trường có 2 tên gọi khác nhau: Trường Đại học Sĩ quan Lục quân 2 là tên dùng trong quân đội; Trường Đại học Nguyễn Huệ là tên giao dịch dân sự và giao dịch quốc tế.

## Tên gọi qua các thời kỳ
- Trường Quân chính sơ cấp Miền (phiên hiệu C86): Từ ngày 27 tháng 8 năm 1961 – tháng 4 năm1964.
- Trường Quân chính Trung – sơ cấp Miền (phiên hiệu H12): Từ tháng 4 năm 1964 – tháng 12 năm 1969.
- Trường Quân chính sơ cấp Miền (phiên hiệu H12): Từ 1969 – 1973.
- Trường Lục quân Tổng hợp (phiên hiệu H28): Từ tháng 1 năm 1973 – ngày 10 tháng 10 năm 1975.
- Trường Sĩ quan Lục quân 2: Từ ngày 10 tháng 10 năm 1975 đến nay.
- Ngày 28 tháng 10 năm 2010, Thủ tướng Chính phủ đã ra Quyết định số 1973/QĐ-TTg thành lập Trường Đại học Nguyễn Huệ trên cơ sở nâng cấp Trường Sĩ quan Lục quân 2.

## Lãnh đạo hiện nay
- Hiệu trưởng: Thiếu tướng, Tiến sĩ Lương Đình Lành
- Chính ủyː Trung tướng, Thạc sĩ Nguyễn Xuân Sơn
- Phó Hiệu trưởng: Thiếu tướng, Phó Giáo sư, Tiến sĩ, Nhà giáo ưu tú Vũ Thanh Hiệp
- Phó Hiệu Trưởng: Thiếu tướng, Phó Giáo sư, Tiến Sĩ Dương Văn Sự
- Phó Hiệu trưởng: Thiếu tướng Đỗ Văn Lực
- Phó Chính ủy: Thiếu tướng PGS.TS Đỗ Hoàng Ngân
- Phó Chính ủy: Đại tá TS Lê Khắc Huy

## Tổ chức Đảng bộ
Năm 2006, thực hiện chế độ Chính ủy, Chính trị viên trong Quân đội. Theo đó Đảng bộ trong Trường Sĩ quan Lục quân 2 bao gồm:
- Đảng bộ Trường Sĩ quan Lục quân 2 là cao nhất.
- Đảng bộ cơ sở ở các Hệ, Tiểu đoàn quản lý học viên, khoa, Phòng thuộc Trường Sĩ quan Lục quân 2.
- Chi bộ cơ sở các Tiểu đoàn, khoa, ban chức năng; chi bộ trực thuộc ở các Bộ môn, các ban, đơn vị cấp đại đội và tương đương.

## Tổ chức chính quyền

### Các Phòng, Ban chức năng
- Phòng Đào tạo
- Phòng Chính trị
- Phòng Khoa học Quân sự
- Phòng Tham mưu - Hành chính
- Phòng Hậu cần - Kỹ thuật
- Ban Tài chính
- Ban Khảo thí và đảm bảo chất lượng giáo dục đào tạo
- Ban Sau đại học
- Ban Thông tin khoa học quân sự

### Các Khoa
- Khoa Cơ bản
- Khoa Lý luận Mác - Lênin - Tư tưởng Hồ Chí Minh
- Khoa Công tác Đảng - Công tác chính trị
- Khoa Ngoại ngữ
- Khoa Chiến thuật
- Khoa Binh chủng
- Khoa Sư phạm Quân sự
- Khoa Trinh sát
- Khoa Kỹ thuật Chiến đấu Bộ binh
- Khoa Thể dục - Thể thao
- Khoa Quân sự chung
- Khoa Quân sự địa phương

### Các đơn vị quản lý học viên
- Hệ: 1, 2, 3, 4
- Các Tiểu đoàn: 1, 2, 3, 4, 5, 6, 7, 8, 9, 10, 11, 12

## Tặng thưởng
- Đơn vị Anh hùng Lực lượng Vũ trang nhân dân (1996).
- 01 Huân chương Hồ Chí Minh (2006).
- 01 Huân chương Quân công hạng Nhất (1984).
- 01 Huân chương Quân công hạng Nhì (2011, 2021)
- 01 Huân chương Quân công hạng Ba (2001).
- 01 Huân chương Chiến công hạng Nhất (1971).
- 02 Huân chương Chiến công hạng Nhì (1968, 1981).
- 04 Huân chương Chiến công hạng Ba (1962, 1966, 1975, 1997).
- 01 Huân chương Hữu nghị hạng Nhất của Vương quốc Campuchia (2006).
- 01 Huân chương Hữu nghị Xa - hạ - Mê - T’rây bậc cao hạng nhất của Chính phủ Hoàng gia Campuchia (2011).

## Hiệu trưởng qua các thời kỳ
- 1961-1964, Đỗ Phong
- 1964-1966, Trần Phi Hùng
- 1969-1969, Nguyễn Đức Song
- 1969-1971, Đỗ Quang Hưng, Trung tướng
- 1973-1976, Tăng Thiện Kim
- 1976-1977, Nguyễn Mạnh Quân, Đại tá
- 1977-1979, Nguyễn Như Thiết (1917-1991), Thiếu tướng (1974)
- 1979-1987, Mạc Đình Vịnh, Thiếu tướng (1984)
- 1987-1997, Lê Nam Phong, Trung tướng (1988)
- 1997-2000, Đào Văn Lợi
- 2000-2008, Nguyễn Đức Xê, Trung tướng, Giám đốc Học viện Lục quân (2008-2011)
- 2008-2012, Vũ Đức Hinh, Trung tướng (2012), PGS.TS.
- 2012-2018, Từ Ngọc Lương, Thiếu tướng (2013), Trung tướng (2016), PGS.TS[3]
- 2018-10.2022, Nguyễn Ngọc Cả, Trung tướng, PGS.TS, nguyên Phó giám đốc Học viện Lục quân (Việt Nam).(2015-2018)
- 10.2022-nay, Lương Đình Lành, Thiếu tướng, nguyên Tư lệnh Quân đoàn 4 (6.2021-10.2022)

## Chính ủy qua các thời kỳ
- 1964-1966, Lê Thiện Tứ
- 1966-1966, Tô Việt Hồng
- 1966-1967, Nguyễn Văn Tây, nguyên Chính ủy Trung đoàn Đồng Tháp 1 khu 8 (1964-1966)
- 1967-1969, Nguyễn Văn Thiều
- 1969-1971, Lê Phải
- 1971-1973, Nguyễn Tường Quang
- 1975-1976, Đặng Văn Thượng, Đại tá
- 1976-1976, Vương Thế Hiệp
- 1976-1978, Dương Cự Tẩm, Trung tướng (1984)
- 1978-1982, Vương Thế Hiệp
- 1982-1984, Đoàn Cận Thính
- 1984-1989, Nguyễn Đình Trương
- 1989-1996, Vũ Minh Tâm
- 1996-2008, Nguyễn Viết Khai, Thiếu tướng
- 2008-2010, Phạm Văn Dỹ, Thiếu tướng, hiện là Trung tướng, Chính ủy Quân khu 7 (2010-9.2018)
- 2010-2017, Lê Thái Bê, Trung tướng (2012), nguyên Chính ủy Quân đoàn 4 (2007-2010)
- 2017- 3.2020, Nguyễn Văn Hòa, Thiếu tướng (2014), Trung tướng (2018), nguyên Phó Chính ủy Trường Sĩ quan Lục quân 2
- 3.2020- nay, Nguyễn Xuân Sơn, Trung tướng (2018), nguyên Chính ủy Quân đoàn 4 (2017-2020)

## Phó Hiệu trưởng qua các thời kỳ
- 2004–2010: Mai Đại Từ, Thiếu tướng (2006), nguyên Sư đoàn trưởng Sư đoàn 7, Phó Tư lệnh Quân đoàn 4.
- 2007–2010: Nguyễn Đức Tỉnh,PGS.TS Trung tướng(2013) Cục trưởng Cục Nhà trường, BTTM (2010–2016)
- 2011–2015: Trần Trọng Ngừng, Thiếu tướng (2011), nguyên Phó Tư lệnh kiêm Tham mưu trưởng Quân đoàn 4
- 2011–2019: Nguyễn Thế Thức, PGS.TS, Thiếu tướng (1.2015)[4]
- 2011–2019: Đỗ Duy Tần, PGS.TS, Thiếu tướng
- 2014–2018: Phạm Xuân Trạo, Thiếu tướng (2014), nguyên Phó Tư lệnh Tham mưu trưởng Quân đoàn 4[5]
- 2018–nay, Lê Đức Thảo, Thiếu tướng (2018), nguyên Phó Tư lệnh Tham mưu trưởng Quân đoàn 4
- 2019–nay: Vũ Thanh Hiệp
- 2.2020–nay: Nguyễn Trọng Sỹ, nguyên Chủ nhiệm Khoa Chiến dịch,  Học viện Lục quân.

## Phó Chính ủy qua các thời kỳ
- 2013-2017 Nguyễn Văn Hòa, Thiếu tướng (2014)
- 2017- 4.2020, Vũ Đức Long, Thiếu tướng (2018), nguyên Phó Chính ủy Quân đoàn 4, Quân đội nhân dân Việt Nam
- 4.2020- nay, Đỗ Hoàng Ngân, Chủ nhiệm Chính trị Trường Sĩ quan Lục quân 2.
- 9.2021 - nay, Nguyễn Văn Thế, Thiếu tướng (2020, nguyên Chính ủy Quân đoàn 3